# 临哈铁路
临哈铁路，分临策铁路和额哈铁路两段建成。是中華人民共和國中长期铁路网规划的鐵路綫路之一，东起内蒙古自治区巴彦淖尔市临河区，西至新疆维吾尔自治区哈密市哈密东站。其中临额段设计等级为国铁II级，预留I级条件，2010年5月9日开通。额哈段设计等级为国铁I级，全长644公里，正线629.9公里，最高时速120公里，2015年12月1日开通。临哈铁路完善了中国西部铁路网结构，形成贯通东西、连接天津港与阿拉山口2个口岸的铁路通道。新疆至华北的铁路运输距离，较通过兰新、包兰铁路运行缩短约760公里，较通过兰新、干武、包兰铁路运行缩短约410公里，大幅提高了运输效率，并节约了运输成本。

## 线路
临哈铁路东起巴彦淖尔市临河区，穿越河套平原，跨过戈壁以及乌兰布和与巴丹吉林两大沙漠，西至阿拉善盟额济纳旗后，跨嘉策铁路向西北方向经黑鹰山矿区，至甘肃省酒泉市肃北县马鬃山矿区、哈密地区吐哈煤田，与哈密货车南环线哈密东站接轨后，利用兰新铁路引入哈密站。途经内蒙古自治区巴彦淖尔市临河区、杭锦后旗、磴口县、乌拉特后旗，阿拉善盟的阿拉善左旗、阿拉善右旗、额济纳旗共两个盟市的七个旗县；以及甘肃省酒泉市肃北县和新疆维吾尔自治区哈密市。

## 历史

### 临策段
2005年6月29日，国务院批准策克口岸为中蒙双边性常年开放陆路边境口岸。同年成立了临策铁路公司，呼和浩特铁路局、中国铁路工程总公司、内蒙古庆华集团、首钢控股、包钢集团等企业作为股东共投入42.7亿元建设临策铁路。该口岸的主要特点是周边矿产资源丰富，距离口岸直线距离只有48公里的就是蒙古国那林苏海特煤田，已初步探明储量16.7亿吨。临策铁路立项时当初计划作为煤炭专用线使用。
2006年10月，临策段开工建设。
2008年初，临策铁路沿线考古发现多处汉代遗址。2008年12月19日，完成线下工程，进入铺轨阶段。
2009年12月26日，临策段建成通车。
2010年5月9日，正式开通运营。中国中铁工程公司、中铁六局、中铁十一局等14支队伍参加了临策铁路的建设，全线共动用土石方4980万立方米，建成了183座桥梁，1214座涵洞。

### 额哈段
2014年6月30日，额哈段开工。
2015年1月6日，开始铺轨作业。7月22日，新疆段贯通。10月28日，额哈段全线贯通，并于当日转入静态验收阶段。12月1日，额哈段正式开通运营。

## 环境
临策铁路沿线80%的地方是极度干旱区和沙漠的边缘地带，且90%的地段远离公路。400公里是无人区，受沙害影响的区段共456公里，占线路总长的65%；沙害地段共303.2公里，占线路总长的44.2%，其中严重沙害地段共257.6公里。铁路在穿越巴丹吉林沙漠时还建有一条长达8.8公里的中国铁路最长的防沙明洞。全线工程难度堪比青藏铁路。

## 运营

### 貨運
跟嘉策铁路类似，货运绝大多数为运输经由策克口岸入境的蒙古国那林苏海特煤田煤炭为主、也有专为沿路车站提供补给的补给列车。

### 客運
從额济纳旗往返内蒙古自治区首府呼和浩特的旅客列車（现为K7911/2次）于2010年11月24日開通。
自2011年开始，呼和浩特铁路局每年开行多趟“草原之星”旅游专列，其中西线利用临哈铁路临策段组织游客乘专列至额济纳欣赏胡杨林并前往东风航天城。

## 扩能改造
由于临哈铁路的运输能力已无法满足日益增长的货运需求，迫切需要实施扩能改造项目以提升铁路运输能力。项目建成后，临哈铁路运输能力将提升45%左右，在提高过货能力、增开旅游专列、促进经济发展方面发挥积极作用。此次工程计划新开8个会让站。
2022年9月，临河至哈密铁路内蒙古段扩能改造项目获得内蒙古自治区发展改革委核准批复。
2022年12月31日，临哈铁路内蒙古段（一期）扩能改造工程3处会让站正式开通。2023年6月30日，铁路扩能改造工程（二期）5座铁路会让站如期开通。
2023年12月1日，临哈铁路临河至额济纳段扩能改造工程环境影响评价公众参与一次公示。此次扩能改造项目由临河至额济纳段增建二线工程、既有线电气化、万吨改造（含病害整治）工程、临河地区相关工程、额济纳地区相关工程、天策线电气化改造工程组成。改造既有线(含病害整治)工程线路长度683.802km，增建二线正线长度677.499km。配套实施临河地区临哈线至包兰线联络线，新建单线长度9.126km，双线长度1.860km。额济纳地区天策线疏解线，新建单线长度3.933km。既有天策线电气化改造，单线长度63.918km。本项目为国铁I级铁路，临哈铁路临河至额济纳段正线及相关联络线开站（改扩建）26处车站，新设车站2处，关闭既有车站4处；天策线（不含天鹅湖西站）开站（改扩建）2处。工程总投资约337.9亿元，总工期2.5年。